# 3. Liga 2010/11

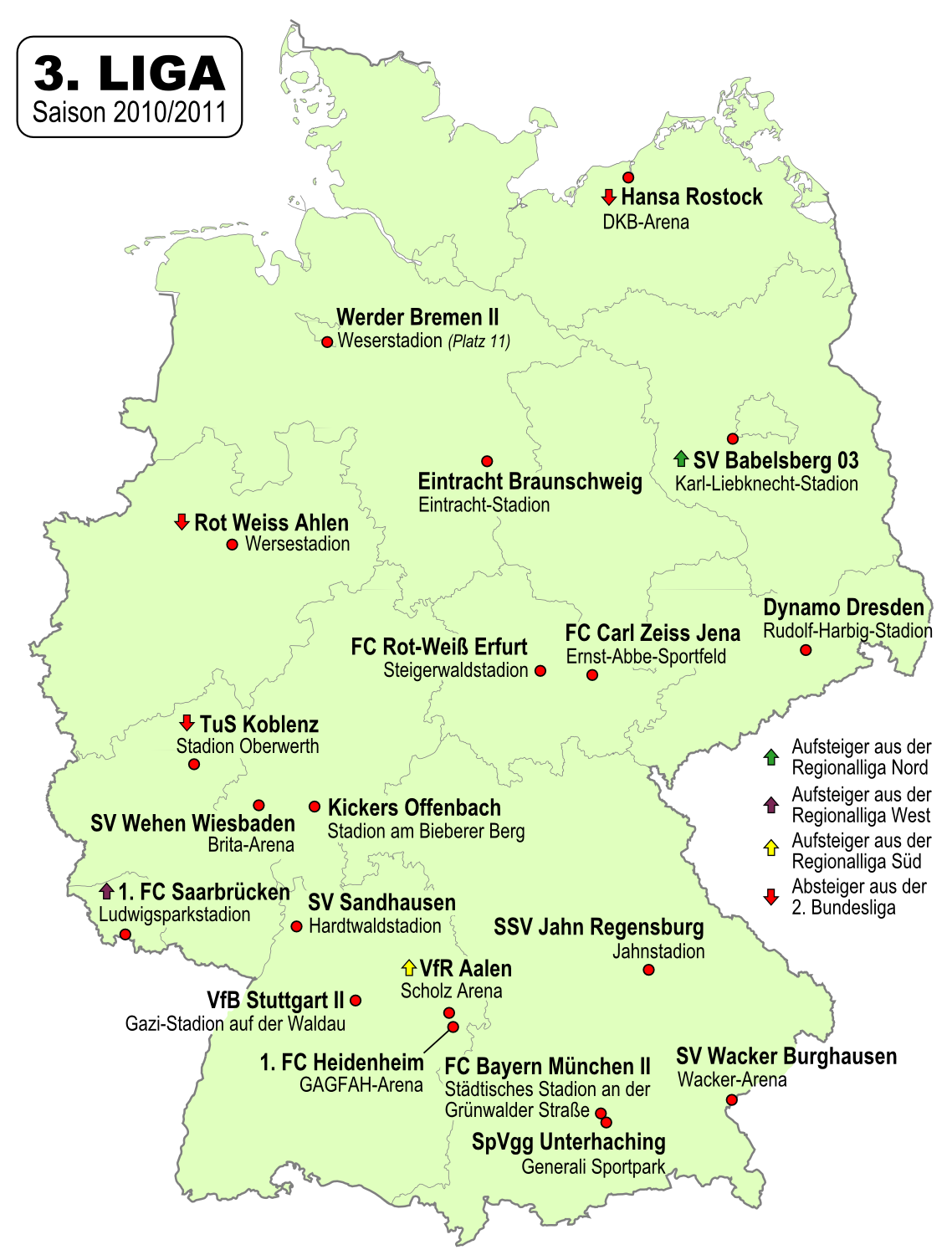
de samenstelling van de 3. Liga 2010/11

De 3. Liga 2010/11 was het derde seizoen van het vernieuwde derde voetbalniveau in het Duitse voetbalsysteem. De competitie ging van start op 23 juli 2010 en eindigde op 14 mei 2011. Kampioen werd Eintracht Braunschweig.
In het seizoen 2009/10 waren VfL Osnabrück (kampioen) en FC Erzgebirge Aue (nummer 2) de promoverende clubs naar de 2. Bundesliga uit de 3. Liga. Hun plaatsen werden ingenomen door de degradanten Rot Weiss Ahlen en TuS Koblenz. De degradanten naar de Regionalliga waren Borussia Dortmund II, Holstein Kiel en Wuppertaler SV Borussia. Hun plaatsen werden ingenomen door de kampioenen van de Regionalliga Nord (SV Babelsberg 03, Regionalliga Süd (VfR Aalen) en Regionalliga West (1. FC Saarbrücken).

## Eindstand
|     | Club                   | AW | W  | G  | V  | DP    | +/− | Punten |
| --- | ---------------------- | -- | -- | -- | -- | ----- | --- | ------ |
| 01. | Eintracht Braunschweig | 38 | 26 | 07 | 05 | 81:22 | +59 | 85     |
| 02. | Hansa Rostock          | 38 | 24 | 06 | 08 | 70:36 | +34 | 78     |
| 03. | Dynamo Dresden         | 38 | 19 | 08 | 11 | 55:37 | +18 | 65     |
| 04. | SV Wehen Wiesbaden     | 38 | 18 | 10 | 10 | 55:39 | +16 | 64     |
| 05. | FC Rot-Weiß Erfurt     | 38 | 18 | 07 | 13 | 63:45 | +18 | 61     |
| 06. | 1. FC Saarbrücken      | 38 | 17 | 08 | 13 | 61:51 | +10 | 59     |
| 07. | Kickers Offenbach      | 38 | 16 | 09 | 13 | 52:45 | +07 | 57     |
| 08. | SSV Jahn Regensburg    | 38 | 13 | 13 | 12 | 35:41 | −06 | 52     |
| 09. | 1. FC Heidenheim 1846  | 38 | 14 | 09 | 15 | 59:58 | +01 | 51     |
| 10. | VfB Stuttgart II       | 38 | 12 | 15 | 11 | 48:48 | ±0  | 51     |
| 11. | TuS Koblenz *          | 38 | 13 | 10 | 15 | 38:46 | −08 | 49     |
| 12. | SV Sandhausen          | 38 | 11 | 13 | 14 | 43:46 | −03 | 46     |
| 13. | SV Babelsberg 03       | 38 | 12 | 10 | 16 | 39:47 | −08 | 46     |
| 14. | SpVgg Unterhaching     | 38 | 11 | 12 | 15 | 39:55 | −16 | 45     |
| 15. | FC Carl Zeiss Jena     | 38 | 11 | 11 | 16 | 43:62 | −19 | 44     |
| 16. | VfR Aalen              | 38 | 09 | 14 | 15 | 40:52 | −12 | 41     |
| 17. | Wacker Burghausen      | 38 | 09 | 10 | 19 | 46:66 | −20 | 37     |
| 18. | Werder Bremen II       | 38 | 08 | 12 | 18 | 33:56 | −23 | 36     |
| 19. | FC Bayern München II   | 38 | 07 | 09 | 22 | 30:54 | −24 | 30     |
| 20. | Rot Weiss Ahlen *      | 38 | 11 | 09 | 18 | 45:69 | −24 | 39     |

* Rot Weiss Ahlen werd teruggezet naar de onderste plaats als gevolg van financiële problemen. De club heeft naderhand zelf aangegeven in de NRW-liga te willen spelen in plaats van de Regionalliga.
* TuS Koblenz leverde vier en een halve week na het beëindigen van de competitie vrijwillig hun licentie voor het seizoen 2011/12 in, ook om financiële redenen. Hierdoor ontliep Werder Bremen II degradatie.
| Legenda |                                                   |
|         | Promotie naar de 2. Bundesliga                    |
|         | Play-off deelnemer om promotie naar 2. Bundesliga |
|         | Degradanten                                       |

## Topscorers
| X  | Speler            | Club                   |
| -- | ----------------- | ---------------------- |
| 19 | Dominick Kumbela  | Eintracht Braunschweig |
| 19 | Patrick Mayer     | 1. FC Heidenheim 1846  |
| 17 | Alexander Esswein | Dynamo Dresden         |
| 17 | Matthew Taylor    | Rot Weiss Ahlen        |
| 16 | Dennis Kruppke    | Eintracht Braunschweig |
| 16 | Olivier Occean    | Kickers Offenbach      |

## Play-off
De degradatie/promotie play-off ging tussen nummer 16 van de 2. Bundesliga 2010/11 en de nummer 3 van de 3. Liga.
| Datum                                                                                      | Thuisclub      | Uitslag | Uitclub        |
| ------------------------------------------------------------------------------------------ | -------------- | ------- | -------------- |
| 20 mei                                                                                     | Dynamo Dresden | 1-1     | VfL Osnabrück  |
| 24 mei                                                                                     | VfL Osnabrück  | 1-3 nv  | Dynamo Dresden |
| Dynamo Dresden promoveerde naar de 2. Bundesliga VfL Osnabrück degradeerde naar de 3. Liga |                |         |                |

## Statistiek 2008/09 - 2010/11
- De meeste punten tot nu toe verzamelde de BTSV Eintracht Braunschweig. Sinds 2008 haalde de ploeg 182 punten uit 114 wedstrijden. Kickers Offenbach volgt met 166 punten uit 114 wedstrijden en Dynamo Dresden behaalde 165 punten uit 114 wedstrijden.
- De meeste doelpunten, werden tot dusver door Dennis Kruppke (36) van Eintracht Braunschweig gemaakt. Tweede op de lijst is Dominick Kumbela (32), hij kwam uit voor Eintracht Braunschweig en SC Paderborn.
- De productiefste ploeg in een seizoen was tot dusver ook Eintracht Braunschweig met 81 doelpunten in het seizoen 2010/11.
- De grootste overwinning in de 3. Liga heeft 1. FC Saarbrücken op hun naam staan. De ploeg won op 11 augustus 2010 uit bij FC Carl Zeiss Jena met 7-0.
- De meest doelpuntrijke wedstrijd was Eintracht Braunschweig - Fortuna Düsseldorf op de 35e speeldag van het seizoen 2008/09. Het werd 5-5.
- Het toeschouwersrecord tot dusver werd op 23 mei 2009 gevestigd met 50.095 toeschouwers bij de wedstrijd Fortuna Düsseldorf tegen Werder Bremen-II.